# Racer Rocks
Die Racer Rocks sind eine kleine Gruppe von rund zehn bis zu 17 m hoher Klippenfelsen vor der Danco-Küste des Grahamlands im Norden der Antarktischen Halbinsel. Im Palmer-Archipel liegen sie in der Gerlache-Straße zwischen der Auguste-Insel und Lobodon Island.
Eine Mannschaft vom Meeresforschungsinstitut der University of Texas errichtete im November 1989 auf dem größten dieser Felsen eine automatische Wetterstation. Der Name für den Felsen ist ein Akronym für das Forschungsprogramm Research on Antarctic Coastal Ecosystems and Rates der National Science Foundation, das multidisziplinäre Untersuchungen in der Gerlache-Straße umfasste. Die Benennung erfolgte 1992 durch das Advisory Committee on Antarctic Names.